# Panzerfaust (álbum)
Panzerfaust es el quinto álbum de estudio de la banda noruega de black metal, Darkthrone. 

## Detalles
El álbum fue lanzado en 1995 y marcó el cambio de sello discográfico de Peaceville a Moonfog (compañía de Satyr, de la banda Satyricon). 
En esa época Darkthrone fue involucrada a un escándalo de ideología nacionalsocialista. 
Según los miembros del grupo, el álbum tiene influencias de Celtic Frost, Bathory y del grupo polaco Vader.
Algunas letras fueron escritas por Varg Vikernes de Burzum.
En 2010 Panzerfaust fue reeditado por Peaceville como doble CD.

## Listado de canciones
1. En Vind av Sorg
2. Triumphant Gleam
3. The Hordes of Nebulah
4. Hans Siste Vinter
5. Beholding the Throne of Might
6. Quintessence
7. Snø Og Granskog (Utferd)

## Créditos
- Fenriz - batería, letras
- Nocturno Culto - voces, guitarra, bajo
- Varg Vikernes - Colaboración en las letras